# Usedom
 For alternative betydninger, se Usedom (flertydig). (Se også artikler, som begynder med Usedom)
Usedom (polsk: Uznam) er en ø i Østersøen på grænsen mellem Tyskland og Polen. Den ligger nord for Stettiner Haff, som er floden Oders udløb i Pommern. Det meste af øen hører til Tyskland og landkreis Ostvorpommern i delstaten Mecklenburg-Vorpommern, bortset fra den østlige del og byen Świnoujście (tysk Swinemünde) som har været en del af Pomorze Zachodnie vojvodskab (Vestpommern) siden 1945. Øen har et areal på 445 km², hvor 373 km² er tysk og 72 km² er polsk. Indbyggertallet på øen er 76.500, 31.500 i den tyske del og 45.000 i den polske. 

## Historie
Omkring 400-tallet var øen beboet af slaviske folk. Fra 1000-tallet blev området kaldtv Vorpommern og var en del af Polen. I 1128 accepterede hertug af Pommern, Wartislaw 1. kristendom fra Otto af Bamberg. I 1155 blev der oprettet et kloster i Grobe, som i 1309 blev flyttet til landsbyen Pudagla. I mellemtiden blev der oprettet et andet kloster i Crummin og snart var næsten hele øen abbedens  ejendom. Efter reformationen kom øen ind under hertugen af Pommern. Under trediveårskrigen, den 26. juni 1630, gik den svenske hær med kong Gustav 2. Adolf i land ved Peenemünde. Usedom blev annekteret af Sverige efter krigen og var svensk frem til 1720 da den blev solgt for 2 millioner daler til den preussiske konge Frederik Vilhelm 1.. I 1740 udviklede Frederik den Store havnebyen Swinemünde. Den lille landsby Peenemünde kom i søgelyset under anden verdenskrig da Luftwaffe testede missiler og raketter her, blandt andre V-1 og V-2. Tyskerne benyttede tusindvis af slavearbejdere som var krigsfanger i koncentrationslejren på Usedom under krigen. 
I 1945 blev den østlige del af øen sammen med byen og havnen Świnoujście overladt til Polen efter Potsdam-konferencen. Området var så befolket med  polakker som var forflyttet fra området vest for floden Vestre Bug af Sovjetunionen.

## Geografi
Øen er skilt fra naboøen Wollin af Świna-sundet (eller floden) (tysk Swine), som er hovedløbet mellem Stettiner Haff og Pommernbugten, en del af Østersøen. Sundet mellem øen og fastlandet bliver kaldt Peenestrom og er en forlængelse af Peene, som munder ud i den vestlige del af Stettiner Haff. 
Den største by på øen er Świnoujście (Swinemünde), som har flere indbyggere end resten af øen. En anden by, som har givet navn til øen, hedder Usedom. Den største by i den tyske del hedder Heringsdorf (tidligere Dreikaiserbäder). Der er mange turiststeder på nordkysten, blandt andre Ahlbeck, Heringsdorf,  Bansin,  Świnoujście og Zinnowitz.